# Agara draudti
Agara draudti is een vlinder uit de familie van de dikkopjes (Hesperiidae). Deze soort is voor het eerst wetenschappelijk beschreven als Myscelus draudti door Norman Denbigh Riley in een publicatie uit 1926.
De soort komt voor in Peru en Bolivia.